# Сенекский заповедник
Сенекский заповедник — некрополь, памятник архитектуры XVII-начало XX веков.

## Заповедная зона
Состоит из двух погребальных сооружений, расположенных на восточной окраине одноименного аула в Атырауской области.
- Первый из них, датируемый XIX—XX вв., имеет 3 купольных мавзолея, более 31 саганатама и одну малую форму надгробий (кулпытас и койтас). Размещены на площади более 1,5 гектар.
- Второй беит (надгробие), расположенный в 600 метрах юго-восточнее от первого, имеет на площадь около 1 гектара 2 купольных мавзолея, около двух десятков саганатамов и малых форм надгробий. В центре а. Сенек находятся здания мечети и кр. юртообразного жилого дома, возведенные из тесаного песчанистого известняка.

## Мавзолей Нурбергена Кылышева
Наиболее примечательным из состава памятников является мавзолей Нурбергена Кылышева, простроенный в 1900 году мастерами Дутбаем Жандаулетовым и Нурниязом Избасаровым.
Композиция мавзолея организована четким сочетанием квадратного (5х5,5 м) в плане четверика на развитом трехступенчатом профилированном цоколе со стройным шатром купола на цилиндрическом барабане. Главный юго-восточный входной фасад выделен парапетом, орнаментированным круглым медальоном над входом, обрамлением входного проема порталом с профилированным сандриком и четырёхступенчатым маршем и замкнутыми массивными продольными тумбами. Орнамент узоры фасадов и стен интерьера построены на растительности (зветки, лепестки, бутоны), зооморфных (туе-табан, космуиз, сынармуизм), геометрических(круги, треугольники, сетка квадратов) мотивах в технике резьбы по контуру узорас последующей полихромной раскраской.
Во втором сооружении доминантой является мазар некого Беккула Жанторина, построенный в 1785 и отличающий приземистыми пропорциями.